# Ławki (powiat braniewski)
Ławki – wieś w Polsce położona w województwie warmińsko-mazurskim, w powiecie braniewskim, w gminie Wilczęta.
W latach 1954–1959 wieś należała i była siedzibą władz gromady Ławki, po jej zniesieniu w gromadzie Wilczęta. W latach 1975–1998 wieś należała administracyjnie do województwa elbląskiego. 
Wieś leży w historycznym regionie Prus Górnych.
Wieś była w posiadaniu rodziny Dohna-Lauck od XVI w. 

## Integralne części wsi
| SIMC    | Nazwa      | Rodzaj    |
| ------- | ---------- | --------- |
| 0159404 | Chmielówka | część wsi |

## Zabytki
Do wojewódzkiego rejestru zabytków wpisane są obiekty:
- kościół (ruina, XIV-XV w.[7]
  - cmentarz przykościelny
  - plebania, ob. dom mieszkalny z drugiej połowy XVIII w.,
- zespół pałacowy: 
  - pałac w Ławkach z 1700, przebudowany w XIX w., zachowała się lewa oficyna siedemnastowiecznego pałacu, rozebranego około 1930 r.
  - park,
  - oficyna.